# نيقولاي تاراسوف
نيقولاي تاراسوف (الروسية: Тарасов, Николай Сергеевич) هو لاعب كرة قدم روسي في مركز الدفاع، ولد في 25 فبراير 1998 في أوترادنوي في روسيا. لعب مع أمكار بيرم وإف كي أتيراو.

## وصلات خارجية
- نيقولاي تاراسوف على موقع قاعدة بيانات كرة القدم.إي يو (الإنجليزية)
- نيقولاي تاراسوف على موقع Soccerway.com (الإنجليزية)